# Макаров, Александр Викторович
Алекса́ндр Ви́кторович Мака́ров (23 августа 1978, Моршанск, Тамбовская область) — российский футболист, вратарь и футбольный функционер.

## Клубная карьера
Начинал карьеру в петербургском «Локомотиве». В 1996—1997 годах играл за дубль клуба, выступавший в 4-й зоне третьей лиги, в 14 проведённых матчах пропустил 36 мячей; за основную команду, выступавшую в первой лиге, не сыграл ни разу. Основным вратарем команды был Михаил Бирюков. В 2000—2001 годах выступал за «Зенит-2» (фарм-клуб «Зенита»; в 2001 году именовался «Локомотив-Зенит-2») в зоне «Запад» второго дивизиона, проведя 51 матч. В 2002 году играл за дубль «Зенита», пропустив 13 мячей в 12 матчах. В 2003—2004 годах играл в первом дивизионе за «Анжи», вытеснив из состава Сергея Армишева. Летом 2004 года перешёл в «Крылья Советов», клуб Премьер-лиги. В первом сезоне провёл один матч в лиге с ФК «Москва», в котором команда победила. Место в воротах «Крыльев» тогда занимал Алексей Поляков, проведший все остальные матчи в Премьер-лиге, в которой в том году команда завоевала бронзовые медали. По окончании сезона Поляков ушёл в московский «Локомотив», а Макарову предстояло бороться за место в воротах с приобретённым в межсезонье чилийцем Эдуардо Лобосом. В сезоне-2005 Макаров провёл лишь два матча в лиге, а Лобос — 28, в следующем сезоне Макаров провёл 29 матчей. Уровень его игры заставил обратить на себя внимание тренеров сборной России. Дважды вызывался Гусом Хиддинком в главную команду страны. Также в 2004—2005 годах Макаров играл за дубль «Крыльев» (18 матчей, 15 пропущенных мячей). В середине сезона-2007, проведя 15 игр за «Крылья», перешёл вслед за тренером самарской команды Гаджи Гаджиевым в раменский «Сатурн». Макаров должен был сменить игрока сборной Чехии Антонина Кински, имевшего на тот момент предложения из ведущего клуба Англии, но переход не состоялся. Макаров участвовал в играх на кубок страны. В сезоне-2009 провёл 5 игр за дубль «Сатурна». В сезоне-2010 выступал в аренде за петербургское «Динамо». 3 августа 2010 года по обоюдному согласию договор Макарова с продлен не был. С 2011 года выступал за «Анжи». В 2012 году выступал за новосибирскую «Сибирь», провел 19 матчей, пропустил 19 голов. На первом отрезке сезона был признан лучшим игроком команды. Перешёл в «Крылья Советов» в следующем сезоне. В возрасте 35 лет принял решение завершить карьеру.

## Футбольная деятельность
После завершения игровой карьеры совместно с тренером Борисом Постновым открыл школу вратарей в Санкт-Петербурге.
Весной 2018 года стал помощником заместителя спортивного директора петербургского «Зенита», Вячеслава Малафеева. В конце 2019 года клуб отказался продлевать контракт со Александром Макаровым, и в январе 2020 специалист покинул клуб.
Летом 2020 года назначен спортивным директором футбольного клуба «Динамо СПб».

## Личная жизнь
Жена Светлана. Дети Платон и Ева.